# Pereh
Le Pereh (פרא : Onager) est un lanceur de missiles guidés israélien volontairement camouflé en char de combat standard. En service dans l'armée de défense d'Israël comme artillerie de précision depuis le milieu des années 1980, l'existence et la nature du véhicule sont restés secrets jusqu'à leur déclassification en juin 2015,. Il est retiré du service en 2017.
Le fait de le dissimuler en char standard, avec un faux canon à l'avant, était destiné à tromper l'ennemi qui s'attendait alors devoir affronter des engins avec une portée d'environ 2 à 4 km mais se retrouvait finalement face à des unités capable de projeter des missiles jusqu'à 25 km. Le Pereh pouvait ainsi engager les chars ennemis qui avançaient avant même qu'ils ne rencontrent des chars israéliens. On estime que entre 400 et 700 unités ont été produites et sont toujours en service dans l'Armée israélienne

## Description
Le Pereh est basé sur la coque du char Magach-5 et dispose d'une tourelle élargie contenant 12 missiles Spike dans un lanceur de missiles à l'arrière d'un véhicule ayant la fausse apparence d'un char. Le lanceur est rechargé via une trappe à l'arrière lorsque le lanceur est en position abaissée. Connu sous le nom de Tamuz dans les forces israéliennes, le système de missiles Spike peut être utilisé à la fois en guidage Tire et oublie et en mode commande à distance, soit dans les rôles de tir indirect ou direct, et est capable de détruire des cibles dans un rayon de 25 km. L'avant est équipé d'un faux canon pour le déguiser en char standard, mais lorsqu'il est déployé, une antenne courbée montée à l'arrière de la tourelle peut le transformer en cible. D'autres caractéristiques supplémentaires comprennent des blindages frontaux et des coffres de rangement sur les côtés de la tourelle.

## Développement
Le Pereh est développé dans les années 1980 en tandem avec le système de missiles Spike (Tamuz en Israel), mais son existence n'est pas révélé au public avant 2011,,. Le concept du Tamuz et du Pereh est conçu durant la guerre du Kippour quand Israël semble proche de la défaite. La nature éventuelle du système d'armes et la doctrine opérationnelle de son déploiement sont renforcées par l'expérience israélienne contre les chars syriens T-72 au cours de l'intervention militaire israélienne au Liban de 1982.

## Histoire opérationnelle
Le Pereh participe à toutes les opérations de la Force de défense israélienne lors des 25 dernières années, y compris le conflit israélo-libanais de 2006 et la guerre de Gaza de 2008-2009. Bien que des photos du Pereh aient été prises au fil des années, peu d'entre elles apparaissent en public car le gouvernement israélien s'évertuait à en préserver le secret défense. Des photos du Pereh sont librement publiées pour la première fois en juillet 2014 mais aucune déclaration du gouvernement ne les accompagnent.
Le Pereh est retiré du service en 2017, bien qu'il soit difficile de savoir si la Force de défense israélienne a l'intention d'abandonner le concept ou si elle prévoit d'utiliser une nouvelle version mise à jour.

## Utilisateurs
- Israël